# Den památky obětí komunistického režimu
Den památky obětí komunistického režimu připadá na 27. června. Byl vyhlášen novelou zákona 245/2000 z 10. února 2004  jako významný den na památku perzekvovaných a usmrcených obětí československého komunistického režimu na den, kdy byli v roce 1950 po politickém procesu (31. května – 8. června 1950) v Praze na Pankráci popraveni oběšením Milada Horáková, Jan Buchal, Oldřich Pecl a Záviš Kalandra. Na Slovensku byl tento památný den zaveden zákonem č. 325/2020 Z. z. na 24. června. Tento den v roce 1954 přednesl Silvester Krčméry svou závěrečnou řeč před Vojenským soudem v Trenčíne.
V tzv. procesu se skupinou Milady Horákové, který byl prvním a zároveň jediným politickým procesem v Československu, kdy byla popravena žena, dostali další čtyři obžalovaní doživotí a zbývající pětka tresty žaláře mezi 20 až 28 lety. Milost pro JUDr.Horákovou se snažil získat např. Albert Einstein, nebo Eleanor Rooseveltová. Popravě byla přítomna i dělnická prokurátorka Ludmila Brožová; ta byla v roce 2007 jako jediná odsouzena k šestiletému trestu za podíl na justiční vraždě, odpykávala si ho ve věznici ve Světlé nad Sázavou. Několik měsíců před procesem s JUDr.Horákovou byl komunisty ubit k smrti kněz Josef Toufar, který působil v obci Číhošť. Komunistická moc měla na kontě už předtím prvního zavražděného, generála Heliodora Píku, který byl popraven v červnu 1949.
V Československu bylo od roku 1948 za politické trestné činy popraveno 248 osob, nejvíce v první půli padesátých let. Poslední politická poprava byla provedena v roce 1960. Řádově mnohokrát více obětí však zahynulo v důsledku zanedbané povinné péče v internačních táborech a v komunistických vězeních, další v zadržovací vazbě a při pokusu o překročení státních hranic.
Největší počty obětí komunistických režimů jsou považovány v Číně (65 milionů) a v Sovětském svazu (20 milionů), dále v Kambodži (2 miliony), v Severní Koreji (2 miliony) a v Etiopii (1,7 milionu).
V Rusku a Bělorusku připadá toto výročí na 30. června. 